# Sophia Antipolis
Sophia Antipolis là một công viên công nghệ nằm về phía tây bắc của Antibes và tây nam của Nice, ở miền nam nước Pháp, trên vùng biển Côte d’Azur.
Antipolis là tên Hy Lạp cổ đại của thành phố Antibes, và tên Sophia dùng để chỉ nữ thần trí tuệ. Được thành lập vào năm 1970, khu công nghệ là trụ sở của khoảng 1.300 công ty, chủ yếu trong lĩnh vực CNTT, điện tử, dược phẩm và công nghệ sinh học, đồng thời hợp tác chặt chẽ với Đại học Côte-d'Azur. Khu vực này có hơn 9.000 dân và có diện tích 2.400 ha thuộc các xã Antibes, Biot, Vallauris, Valbonne và Mougins.
Viện Tiêu chuẩn Viễn thông châu Âu có trụ sở tại Sophia Antipolis.